# John Marshall Harlan II

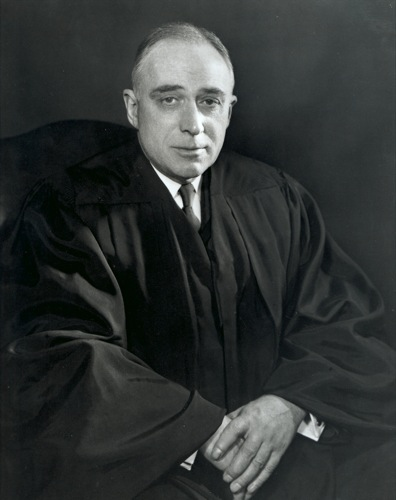
John Marshall Harlan

John Marshall Harlan II (* 20. Mai 1899 in Chicago, Illinois; † 29. Dezember 1971 in Washington, D.C.) war ein US-amerikanischer Jurist und von 1955 bis 1971 Richter am Obersten Gerichtshof der Vereinigten Staaten.

## Leben
Der Sohn eines Chicagoer Rechtsanwalts und Enkel von John Marshall Harlan, Richter am Obersten Gerichtshof von 1877 bis 1911, studierte nach dem Besuch des Upper Canada College sowie des Appleby College in Toronto zunächst bis 1920 an der Princeton University. Anschließend studierte er mit einem Rhodes-Stipendium am Balliol College der University of Oxford und erwarb dort 1923 einen Bachelor of Arts (A.B.). Danach absolvierte er ein Postgraduiertenstudium der Rechtswissenschaften an der New York Law School, das er 1924 mit einem Bachelor of Laws (LL.B.) abschloss. Danach war er Rechtsanwalt, aber auch als Stellvertretender Bezirksstaatsanwalt und Sonderstaatsanwalt beim Generalstaatsanwalt von New York tätig.
Während des Zweiten Weltkrieges leistete er seinen Militärdienst von 1943 bis 1945 im United States Army Air Forces und war dort als Oberst beim VIIIth Bomber Command eingesetzt. Für seine Verdienste wurde er mit dem Legion of Merit sowie dem Croix de guerre ausgezeichnet.
Nach Kriegsende war er zunächst wieder Rechtsanwalt und danach von 1951 bis 1954 Chefjustiziar der Kriminalitätskommission von New York. Ab 1954 war er als Richter am zweiten United States Court of Appeals tätig, das für Berufungsverfahren in den Bundesstaaten Connecticut, New York und Vermont zuständig ist.
Am 28. März 1955 wurde er von US-Präsident Dwight D. Eisenhower zum Richter am Obersten Gerichtshof der Vereinigten Staaten nominiert. Dieses Amt hatte er als Nachfolger von Robert H. Jackson bis zu seinem Rücktritt am 23. September 1971 inne. 1960 wurde Harlan in die American Academy of Arts and Sciences gewählt.
Während seiner Amtszeit als Richter wirkte er als Vertreter bei folgenden bedeutenden Entscheidungen mit:
- Gideon v. Wainwright (1963)
- Miranda v. Arizona (1966)
- Loving v. Virginia (1967)
- Clay v. Vereinigte Staaten (1971)

Harlan verstarb nur knapp drei Monate nach seinem Ausscheiden aus dem Obersten Gerichtshof.